# Liste der argentinischen Leichtathletikrekorde
Die argentinischen Leichtathletik-Landesrekorde sind die Bestleistungen von argentinischen Athleten, die bei Disziplinen der Leichtathletik aufgestellt worden sind. In den hier aufgeführten Rekorden, wurden zum einen keine Bestleistungen berücksichtigt, bei denen manuelle Zeitnahme verwendet wurde und zum anderen keine Bestleistungen, für die World Athletics keine offiziellen Freiluftrekorde führt.

## Olympische Disziplinen
Stand: 21. Juli 2015

### Freiluftrekorde, Männer
| Disziplin               | Rekord                                                                            | Athlet/Athleten                                                      | Datum             | Ort               |
| ----------------------- | --------------------------------------------------------------------------------- | -------------------------------------------------------------------- | ----------------- | ----------------- |
| 100 m                   | 10,23 s (1,0)                                                                     | Carlos Gats                                                          | 17. Juli 1998     | Lissabon          |
| 100 m                   | 10,23 s (0,9) A                                                                   | Gabriel Simón                                                        | 25. Juni 1999     | Bogotá            |
| 200 m                   | 20,37 s (0,7)                                                                     | Carlos Gats                                                          | 18. Juli 1998     | Lissabon          |
| 400 m                   | 46,18 s                                                                           | Gustavo Aguirre                                                      | 11. Dezember 1999 | Mar del Plata     |
| 800 m                   | 1:46,01 min                                                                       | Luis Migueles                                                        | 14. Juni 1986     | Bratislava        |
| 1500 m                  | 3:38,35 min                                                                       | Federico Bruno                                                       | 8. Juli 2015      | Barcelona         |
| 5000 m                  | 13:19,64 min                                                                      | Antonio Fabián Silio                                                 | 17. Juli 1991     | Rom               |
| 10.000 m                | 27:38,72 min                                                                      | Antonio Fabián Silio                                                 | 3. September 1994 | Brüssel           |
| Marathon                | 2:09:57 h                                                                         | Antonio Fabián Silio                                                 | 30. April 1995    | Hamburg           |
| 110 m Hürden            | 13,74 s (1,8)                                                                     | Agustín Carrera                                                      | 26. Januar 2014   | Buenos Aires      |
| 400 m Hürden            | 49,82 s A                                                                         | Juan Carlos Dyrzka                                                   | 13. Oktober 1968  | Mexiko-Stadt      |
| 3000 m Hindernis        | 8:25,63 min                                                                       | Marcelo Cascabelo                                                    | 4. Juni 1989      | Belgrad           |
| Hochsprung              | 2,25 m A                                                                          | Fernando Pastoriza                                                   | 23. Juli 1988     | Mexiko-Stadt      |
| Hochsprung              | 2,25 m                                                                            | Erasmo Jara                                                          | 11. Mai 2002      | Rosario           |
| Stabhochsprung          | 5,75 m                                                                            | Germán Chiaraviglio                                                  | 21. Juli 2015     | Toronto           |
| Weitsprung              | 7,77 m (0,6)                                                                      | Eric Kerwitz                                                         | 6. Dezember 2003  | Rosario           |
| Dreisprung              | 16,51 m (1,2)                                                                     | Maximiliano Díaz                                                     | 4. Juni 2011      | Buenos Aires      |
| Kugelstoßen             | 21,26 m                                                                           | Germán Lauro                                                         | 10. Mai 2013      | Doha              |
| Diskuswurf              | 66,32 m                                                                           | Jorge Balliengo                                                      | 15. April 2006    | Rosario           |
| Hammerwurf              | 76,42 m                                                                           | Juan Ignacio Cerra                                                   | 25. Juli 2001     | Triest            |
| Speerwurf               | 82,90 m                                                                           | Braian Toledo                                                        | 29. März 2015     | Buenos Aires      |
| Zehnkampf               | 8105                                                                              | Tito Steiner                                                         | 5. April 1979     | Austin            |
| Zehnkampf               | 11,26 s 7,09 m 15,90 m 2,02 m 49,57 s / 14,98 s 44,54 m 4,51 m 65,36 m 4:26,7 min |                                                                      |                   |                   |
| 20-km-Gehen (Straße)    | 1:22:10 h                                                                         | Juan Manuel Cano                                                     | 4. August 2012    | London            |
| 50-km-Gehen (Straße)    | 4:17:03 h                                                                         | Benjamín René Loréfice                                               | 3. November 1991  | Mar del Plata     |
| 4-mal-100-Meter-Staffel | 39,85 s                                                                           | - Miguel Wilken - Mariano Jimenez - Matías Robledo - Pablo del Valle | 24. Oktober 2010  | Santiago de Chile |
| 4-mal-400-Meter-Staffel | 3:08,53 min A                                                                     | - Gustavo Aguirre - Carlos Gats - Guillermo Cacián - Damián Spector  | 27. Juni 1999     | Bogotá            |

### Freiluftrekorde, Frauen
| Disziplin               | Rekord                                                                         | Athletin/Athletinnen                                                          | Datum              | Ort                |
| ----------------------- | ------------------------------------------------------------------------------ | ----------------------------------------------------------------------------- | ------------------ | ------------------ |
| 100 m                   | 11,57 s (0,1)                                                                  | Vanesa Wohlgemuth                                                             | 11. April 2004     | Mar del Plata      |
| 200 m                   | 22,94 s A                                                                      | Beatriz Allocco                                                               | 11. November 1978  | La Paz             |
| 400 m                   | 52,50 s                                                                        | Olga Conte                                                                    | 22. März 1997      | Buenos Aires       |
| 800 m                   | 2:02,88 min                                                                    | Marta Orellana                                                                | 24. März 1995      | Mar del Plata      |
| 1500 m                  | 4:14,80 min                                                                    | Valeria Rodríguez                                                             | 8. März 2003       | Mar del Plata      |
| 5000 m                  | 15:43,36 min                                                                   | Rosa Godoy                                                                    | 2. Juni 2011       | Buenos Aires       |
| 10.000 m                | 32:51,10 min                                                                   | Rosa Godoy                                                                    | 2. Juni 2011       | Buenos Aires       |
| Marathon                | 2:30:32 h                                                                      | Griselda González                                                             | 11. Mai 1997       | Turin              |
| 100 m Hürden            | 13,28 s (1,2)                                                                  | Verónica De Paoli                                                             | 30. Juli 1999      | Winnipeg           |
| 400 m Hürden            | 56,16 s                                                                        | Cora Olivero                                                                  | 14. Juni 2003      | Valencia           |
| 3000 m Hindernis        | 9:57,1 min                                                                     | Belén Casetta                                                                 | 14. Juni 2015      | Lima               |
| Hochsprung              | 1,96 m                                                                         | Solange Witteveen                                                             | 8. September 1997  | Oristano           |
| Stabhochsprung          | 4,43 m                                                                         | Alejandra García                                                              | 3. April 2004      | Santa Fe           |
| Weitsprung              | 6,61 m (1,5)                                                                   | Andrea Ávila                                                                  | 23. Mai 1993       | Buenos Aires       |
| Weitsprung              | 6,61 m (2,0)                                                                   | Andrea Ávila                                                                  | 10. April 1999     | Mar del Plata      |
| Dreisprung              | 13,91 m (1,3)                                                                  | Andrea Ávila                                                                  | 3. Juli 1993       | Lima               |
| Kugelstoßen             | 16,59 m                                                                        | Rocío Comba                                                                   | 22. Juli 2006      | São Caetano do Sul |
| Diskuswurf              | 62,77 m                                                                        | Rocío Comba                                                                   | 12. Mai 2013       | Belém              |
| Hammerwurf              | 73,74 m                                                                        | Jennifer Dahlgren                                                             | 10. April 2010     | Buenos Aires       |
| Speerwurf               | 56,18 m                                                                        | Romina Maggi                                                                  | 14. April 2004     | Rosario            |
| Siebenkampf             | 5795                                                                           | Ana María Comaschi                                                            | 18. Juli 1992      | Sevilla            |
| Siebenkampf             | 13,74 s (0,0) 1,65 m 13,06 m 24,37 s (−1,1) / 5,62 m (0,6) 39,88 m 2:13,88 min |                                                                               |                    |                    |
| 20-km-Gehen (Straße)    | 1:48,30 h                                                                      | Lidia Carriego                                                                | 16. September 1990 | Buenos Aires       |
| 4-mal-100-Meter-Staffel | 44,90 s A                                                                      | - Belkis Fava - Angela Godoy - Liliana Cragno - Beatriz Allocco               | 20. Oktober 1975   | Mexiko-Stadt       |
| 4-mal-400-Meter-Staffel | 3:40,22 min                                                                    | - Andrea Rossotti - Vanesa Wohlgemuth - Verónica Barraza - Verónica Pronzatti | 16. Mai 2004       | Rio de Janeiro     |

## Nichtolympische Disziplinen

### Freiluftrekorde, Männer
| Disziplin                | Rekord      | Athlet/Athleten                                                      | Datum              | Ort           |
| ------------------------ | ----------- | -------------------------------------------------------------------- | ------------------ | ------------- |
| 1000 m                   | 2:21,9 min  | Luis Migueles                                                        | 7. Mai 1986        | Prag          |
| 1 Meile                  | 4:00,31 min | Federico Bruno                                                       | 30. Mai 2015       | Eugene        |
| 2000 m                   | 5:07,94 min | Javier Adolfo Carriqueo                                              | 15. März 2008      | Mar del Plata |
| 3000 m                   | 7:49,54 min | Javier Adolfo Carriqueo                                              | 4. August 2009     | Mataró        |
| 10-km-Straßenlauf        | 27:52 min   | Antonio Fabián Silio                                                 | 19. August 1990    | Kopenhagen    |
| 15-km-Straßenlauf        | 42:59 min   | Antonio Fabián Silio                                                 | 27. September 1998 | Uster         |
| 20-km-Straßenlauf        | 57:28 min   | Antonio Fabián Silio                                                 | 27. September 1998 | Uster         |
| Halbmarathon             | 1:00:45 h   | Antonio Fabián Silio                                                 | 27. September 1998 | Uster         |
| 25-km-Straßenlauf        | 1:16:13 h   | Antonio Fabián Silio                                                 | 3. März 1996       | Ōtsu          |
| 30-km-Straßenlauf        | 1:31:30 h   | Antonio Fabián Silio                                                 | 3. März 1996       | Ōtsu          |
| 20.000-m-Gehen (Bahn)    | 1:22:18,5 h | Juan Manuel Cano                                                     | 25. Januar 2014    | Buenos Aires  |
| 50.000-m-Gehen (Bahn)    | 4:14:28,5 h | Benjamín René Loréfice                                               | 9. Mai 1993        | Buenos Aires  |
| 4-mal-1500-Meter-Staffel | 15:49,0 min | - Oscar Cortinez - Alejandro Torres - Leonardo Malgor - Damián Pérez | 11. September 1993 | Buenos Aires  |

### Freiluftrekorde, Frauen
| Disziplin             | Rekord                                                                                            | Athletin          | Datum             | Ort           |
| --------------------- | ------------------------------------------------------------------------------------------------- | ----------------- | ----------------- | ------------- |
| 1000 m                | 2:43,76 min                                                                                       | Valeria Rodríguez | 22. März 2003     | Mar del Plata |
| 1 Meile               | 4:38,62 min                                                                                       | Rosa Godoy        | 26. November 2009 | Buenos Aires  |
| 3000 m                | 9:10,24 min                                                                                       | Rosa Godoy        | 6. Juni 2010      | San Fernando  |
| 10-km-Straßenlauf     | 33:06 min                                                                                         | Elisa Cobanea     | 12. Mai 2001      | Bolívar       |
| 15-km-Straßenlauf     | 51:41 min                                                                                         | Griselda González | 1. Oktober 1995   | Belfort       |
| Halbmarathon          | 1:12:42 h                                                                                         | Rosa Godoy        | 8. Mai 2011       | Rosario       |
| 25-km-Straßenlauf     | 1:29:20 h                                                                                         | Griselda González | 11. Mai 1997      | Turin         |
| 30-km-Straßenlauf     | 1:46:55 h                                                                                         | Griselda González | 11. Mai 1997      | Turin         |
| 10.000-m-Gehen (Bahn) | 51:53,3 min                                                                                       | Lidia Carriego    | 9. Oktober 1994   | Córdoba       |
| 20.000-m-Gehen (Bahn) | 1:46:31,7 h                                                                                       | Daiana Luján      | 5. Juni 2011      | Buenos Aires  |
| Zehnkampf             | 6570                                                                                              | Andrea Bordalejo  | 28. November 2004 | Rosario       |
| Zehnkampf             | 12,2 s (0.0) 31,21 m 3,00 m 34,08 m 60,4 s / 14,4 s (0,0) 5,86 m (−0,6) 11,03 m 1,58 m 6:12,2 min |                   |                   |               |